# Flagy (Haute-Saône)
Flagy ist eine Gemeinde im französischen Département Haute-Saône in der Region Bourgogne-Franche-Comté.

## Geographie
Flagy liegt auf einer Höhe von 236 m über dem Meeresspiegel, etwa zehn Kilometer nördlich der Stadt Vesoul (Luftlinie). Das Dorf erstreckt sich im zentralen Teil des Departements, im Nordosten des Beckens von Vesoul, am Flüsschen Bâtard, am Südrand des Bois du Château.
Die Fläche des 9,70 km² großen Gemeindegebiets umfasst einen Abschnitt im Bereich des Beckens von Vesoul. Von Norden nach Süden wird das Gebiet vom Tal des Bâtard durchquert, der für die Entwässerung zum Durgeon sorgt. Während das Tal im nördlichen Teil relativ schmal ist, weitet es sich kurz vor Flagy bei der Einmündung des Ruisseau de Vienne zu einer breiten Alluvialebene auf. Diese weist eine Breite von maximal zwei Kilometern auf und liegt durchschnittlich auf 235 m. Es wird überwiegend landwirtschaftlich genutzt. Ein Plateau leitet nach Osten zum Becken von Saulx über.
Flankiert wird die Ebene im Süden von den Waldhöhen von Fougetot (326 m) und Grand Boisson, auf dem mit 338 m die höchste Erhebung von Flagy erreicht wird. Sie sind aus einer widerstandsfähigen Kalkschicht der mittleren Jurazeit aufgebaut. Gegen Norden steigt das Gelände allmählich an zum ausgedehnten Forstgebiet des Bois du Château (bis 335 m). In geologisch-tektonischer Hinsicht besteht dieser Geländeabschnitt aus einer Wechsellagerung von sandig-mergeligen und kalkigen Sedimenten der unteren Jurazeit (Lias).
Nachbargemeinden von Flagy sind Breurey-lès-Faverney und Le Val-Saint-Éloi im Norden, Varogne und Vellefrie im Osten, Colombier und Villeparois im Süden sowie Auxon im Westen.

## Geschichte
Überreste eines römischen Verkehrsweges und eines gallorömischen Siedlungsplatzes zeugen von der frühen Besiedlung des Gebietes. Erstmals urkundlich erwähnt wird Flagy im Jahr 1169. Im Mittelalter gehörte das Dorf zur Freigrafschaft Burgund und darin zum Gebiet des Bailliage d’Amont. Es bildete den Mittelpunkt einer kleinen Herrschaft. Zusammen mit der Franche-Comté gelangte Flagy mit dem Frieden von Nimwegen 1678 definitiv an Frankreich. Heute ist Flagy Verwaltungssitz des sechs Ortschaften umfassenden Gemeindeverbandes Communauté de communes des Six Villages.

## Sehenswürdigkeiten
Die dreischiffige Kirche St. Bartholomäus von Flagy wurde im 19. Jahrhundert erbaut. Aus dem 16. Jahrhundert stammt ein Herrschaftshaus mit Rundturm und Wendeltreppe. Das überdachte Lavoir wurde 1850 errichtet und diente einst als Waschhaus und Viehtränke.

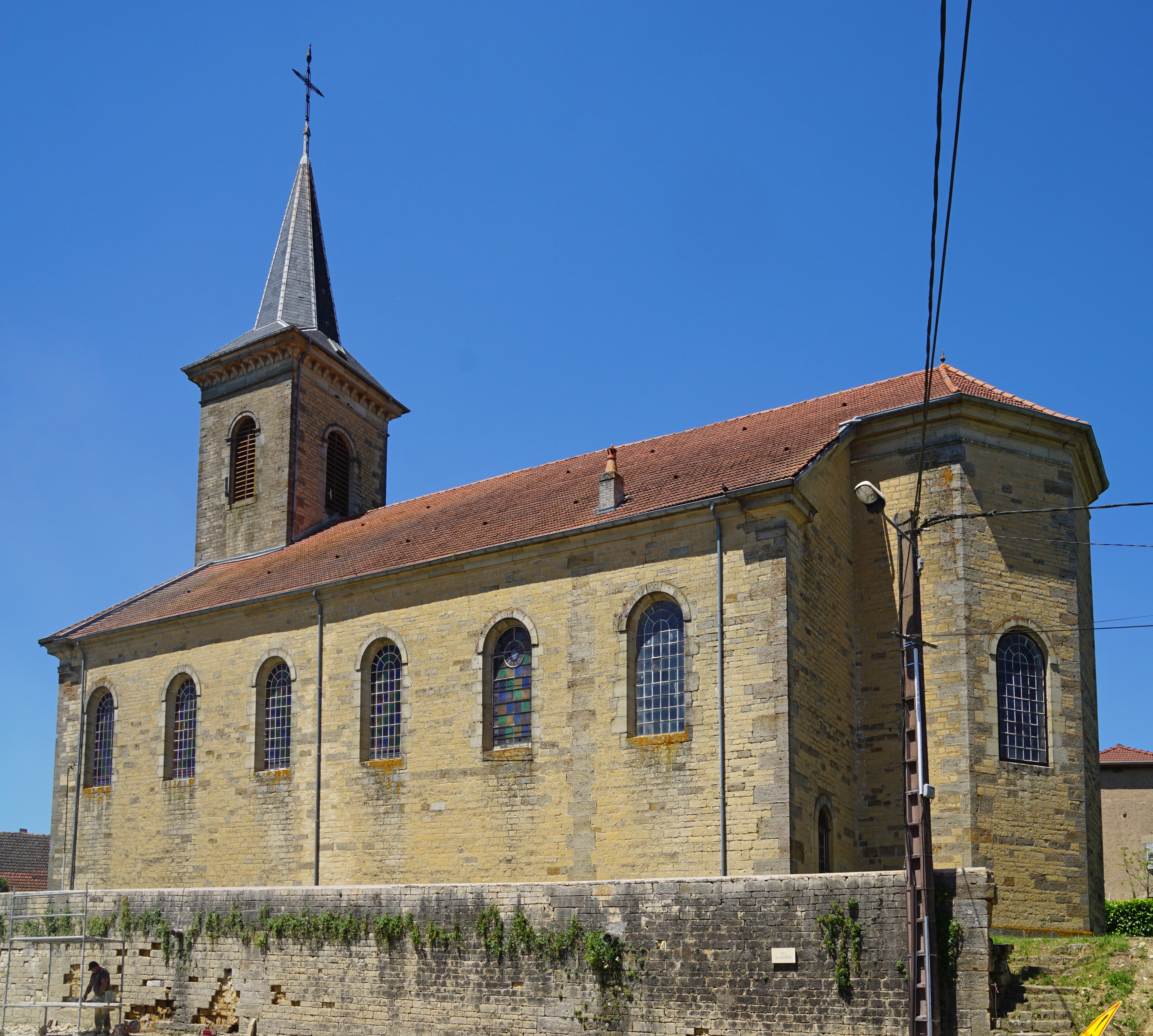
Saint-Barthélemy
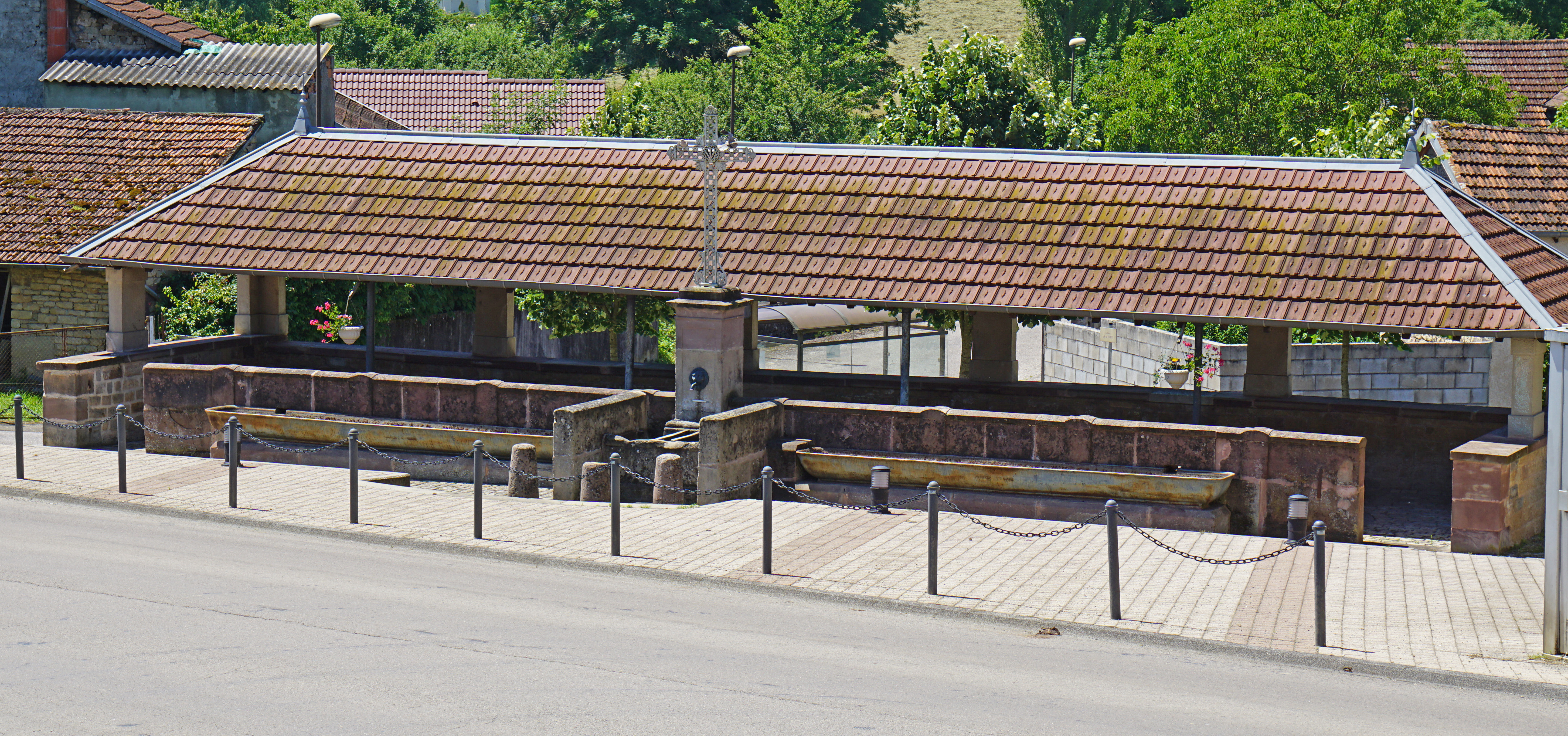
Lavoir
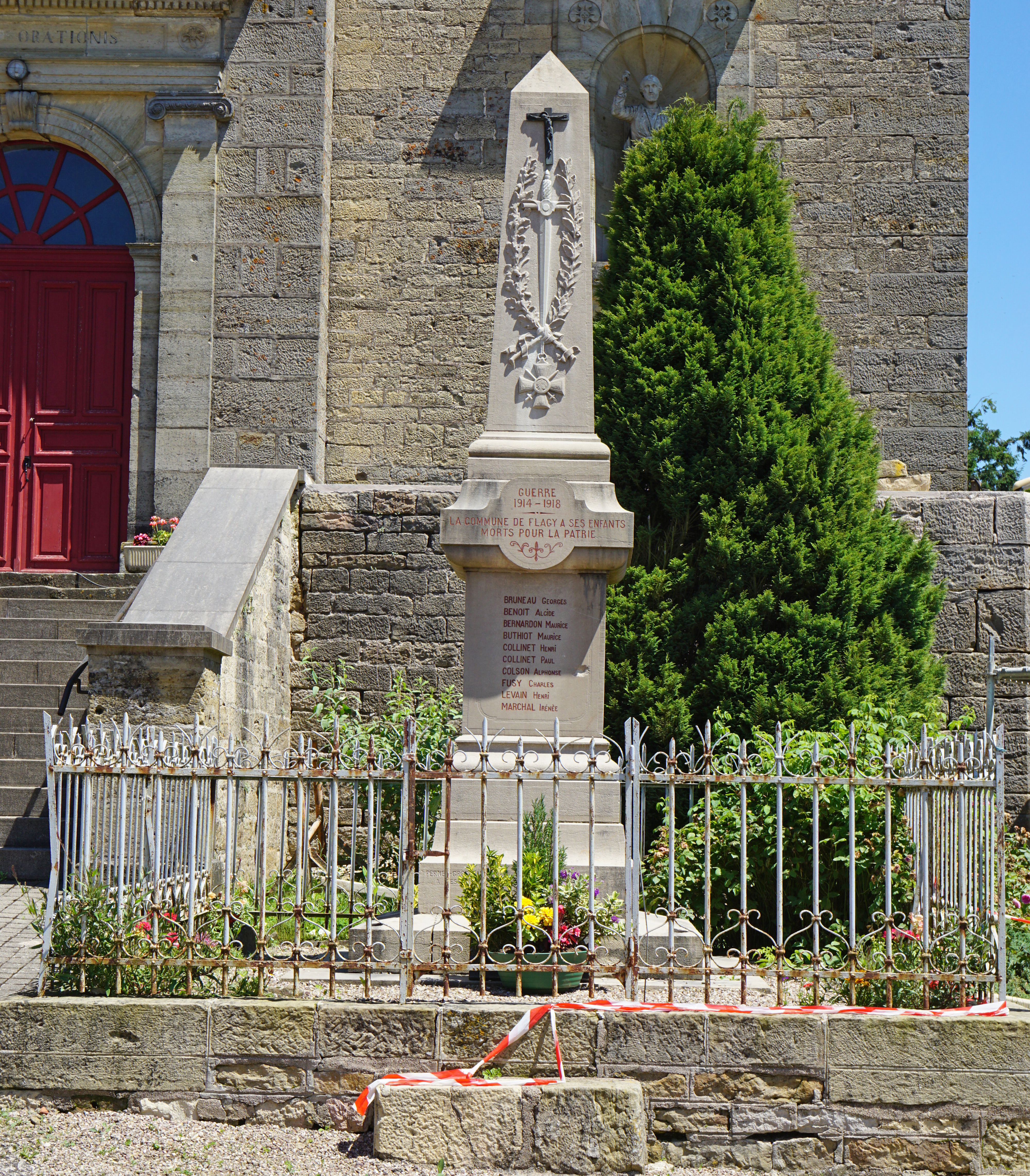
Kriegerdenkmal

## Bevölkerung
| Jahr                       | 1962 | 1968 | 1975 | 1982 | 1990 | 1999 | 2006 |
| Einwohner                  | 149  | 154  | 140  | 157  | 166  | 158  | 149  |
| Quellen: Cassini und INSEE |      |      |      |      |      |      |      |

Mit 137 Einwohnern (1. Januar 2022) gehört Flagy zu den kleinen Gemeinden des Département Haute-Saône. Nachdem die Einwohnerzahl in der ersten Hälfte des 20. Jahrhunderts deutlich abgenommen hatte (1911 wurden noch 274 Personen gezählt), wurden seit Beginn der 1960er Jahre nur noch geringe Schwankungen verzeichnet.

## Wirtschaft und Infrastruktur
Flagy war bis weit ins 20. Jahrhundert hinein ein vorwiegend durch die Landwirtschaft (Ackerbau, Obstbau und Viehzucht), die Fischzucht und die Forstwirtschaft geprägtes Dorf. Heute gibt es einige Betriebe des lokalen Kleingewerbes. In den letzten Jahrzehnten hat sich das Dorf zu einer Wohngemeinde gewandelt. Viele Erwerbstätige sind deshalb Wegpendler, die in der Agglomeration Vesoul ihrer Arbeit nachgehen.
Der Ort liegt abseits der größeren Durchgangsachsen an einer Departementsstraße, die von Vesoul nach Conflans-sur-Lanterne führt. Weitere Straßenverbindungen bestehen mit Vellefrie und Le Val-Saint-Éloi.